# Måns Hedberg
Måns Hedberg (ur. 14 grudnia 1993) – szwedzki snowboardzista, specjalizujący się w konkurencjach Big Air i Slopestyle. Nie startował jak do tej pory w igrzyskach olimpijskich. Najlepsze wyniki w pucharze świata zanotował w sezonie 2013/2014, kiedy to wywalczył Kryształową Kulę za klasyfikację generalną (AFU), a w klasyfikacji slopestyle'u wywalczył Małą Kryształową Kulę.

## Osiągnięcia

### Mistrzostwa świata
| Miejsce | Dzień       | Rok  | Miejscowość   | Konkurencja | Zwycięzca      |
| ------- | ----------- | ---- | ------------- | ----------- | -------------- |
| 9.      | 21 stycznia | 2015 | Kreischberg   | Slopestyle  | Ryan Stassel   |
| 9.      | 24 stycznia | 2015 | Kreischberg   | Big Air     | Roope Tonteri  |
| 9.      | 11 marca    | 2017 | Sierra Nevada | Slopestyle  | Seppe Smits    |
| 11.     | 17 marca    | 2017 | Sierra Nevada | Big air     | Ståle Sandbech |
| 41.     | 9 lutego    | 2019 | Park City     | Slopestyle  | Chris Corning  |

### Puchar Świata

#### Miejsca w klasyfikacji generalnej
- - AFU[2]
- 2012/2013 - 196.
- 2013/2014 - 1.

#### Zwycięstwa w zawodach
1. Kreischberg − 6 marca 2014 (Slopestyle)

#### Miejsca na podium w zawodach
1. Stoneham − 17 stycznia 2014 (Big Air) - 2. miejsce